# Costa Rica az 1988. évi nyári olimpiai játékokon
Costa Rica a dél-koreai Szöulban megrendezett 1988. évi nyári olimpiai játékok egyik részt vevő nemzete volt. Az országot az olimpián 6 sportágban 16 sportoló képviselte, akik összesen 1 érmet szereztek.

## Érmesek
| Érem  | Versenyző   | Sportág | Versenyszám     |
| ----- | ----------- | ------- | --------------- |
| Ezüst | Silvia Poll | Úszás   | Női 200 m gyors |

## Atlétika
Férfi
| Versenyző       | Versenyszám | Eredmény | Helyezés |
| --------------- | ----------- | -------- | -------- |
| Ronaldo Lanzoni | Maraton     | 2:23:45  | 40.      |
| Juan Amores     | Maraton     | 2:24:49  | 45.      |
| Luis López      | Maraton     | 2:32:43  | 68.      |

Női
| Versenyző       | Versenyszám | Előfutam | Előfutam | Előfutam | Elődöntő | Elődöntő | Elődöntő | Döntő   | Döntő    |
| Versenyző       | Versenyszám | Idő      | Hely.    | Össz.    | Idő      | Hely.    | Össz.    | Idő     | Helyezés |
| --------------- | ----------- | -------- | -------- | -------- | -------- | -------- | -------- | ------- | -------- |
| Maureen Stewart | 800 m       | 2:08,17  | 6.       | 26.      | kiesett  | kiesett  | kiesett  | kiesett | kiesett  |

## Cselgáncs
| Versenyző   | Versenyszám | Csoport | Selejtező         | 32-es főtábla                   | Nyolcaddöntő      | Negyeddöntő       | Elődöntő          | Vigaszág nyolcaddöntő | Vigaszág negyeddöntő | Vigaszág elődöntő | Bronz- mérkőzés   | Döntő             | Helyezés |
| Versenyző   | Versenyszám | Csoport | Ellenfél Eredmény | Ellenfél Eredmény               | Ellenfél Eredmény | Ellenfél Eredmény | Ellenfél Eredmény | Ellenfél Eredmény     | Ellenfél Eredmény    | Ellenfél Eredmény | Ellenfél Eredmény | Ellenfél Eredmény | Helyezés |
| ----------- | ----------- | ------- | ----------------- | ------------------------------- | ----------------- | ----------------- | ----------------- | --------------------- | -------------------- | ----------------- | ----------------- | ----------------- | -------- |
| Henry Núñez | Könnyűsúly  | A       | erőnyerő          | Anders Dahlin (SWE) · 0000–0001 | kiesett           | kiesett           | kiesett           |                       |                      |                   |                   |                   | 19.      |

* - Az A csoportban szereplő, eredetileg bronzérmes brit Kerrith Brownt utólag kizárták, ezért Núñez a 20. helyett a 19. helyen végzett.

## Ökölvívás
| Versenyző       | Versenyszám | Selejtező                  | 32-es főtábla     | Nyolcaddöntő      | Negyeddöntő       | Elődöntő          | Döntő             | Helyezés |
| Versenyző       | Versenyszám | Ellenfél Eredmény          | Ellenfél Eredmény | Ellenfél Eredmény | Ellenfél Eredmény | Ellenfél Eredmény | Ellenfél Eredmény | Helyezés |
| --------------- | ----------- | -------------------------- | ----------------- | ----------------- | ----------------- | ----------------- | ----------------- | -------- |
| Humberto Aranda | Váltósúly   | Fidèle Mohinga (CAF) · 0:5 | kiesett           | kiesett           | kiesett           | kiesett           | kiesett           | 33.      |

## Sportlövészet
Férfi
| Versenyző    | Versenyszám | Selejtező | Selejtező | Döntő   | Döntő    |
| Versenyző    | Versenyszám | Pont      | Helyezés  | Pont    | Helyezés |
| ------------ | ----------- | --------- | --------- | ------- | -------- |
| Mariano Lara | Légpisztoly | 563       | 42.       | kiesett | kiesett  |

## Súlyemelés
| Versenyző       | Versenyszám | Szakítás | Szakítás | Lökés    | Lökés    | Összesen | Helyezés |
| Versenyző       | Versenyszám | Eredmény | Helyezés | Eredmény | Helyezés | Összesen | Helyezés |
| --------------- | ----------- | -------- | -------- | -------- | -------- | -------- | -------- |
| Rafael Elizondo | 82,5 kg     | 117,5    | 18.      | 147,5    | 16.      | 265,0    | 16.      |

## Úszás
Férfi
| Versenyző      | Versenyszám  | Előfutam | Előfutam | Előfutam | Döntő   | Döntő   | Döntő   | Helyezés |
| Versenyző      | Versenyszám  | Idő      | Hely.    | Össz.    | Típus   | Idő     | Hely.   | Helyezés |
| -------------- | ------------ | -------- | -------- | -------- | ------- | ------- | ------- | -------- |
| Horst Niehaus  | 200 m vegyes | 2:16,16  | 2.       | 44.      | kiesett | kiesett | kiesett | kiesett  |
| Horst Niehaus  | 100 m hát    | 1:01,91  | 3.*      | 42.*     | kiesett | kiesett | kiesett | kiesett  |
| Horst Niehaus  | 200 m hát    | 2:12,83  | 5.       | 34.      | kiesett | kiesett | kiesett | kiesett  |
| Eric Greenwood | 200 m hát    | 2:15,42  | 6.       | 35.      | kiesett | kiesett | kiesett | kiesett  |
| Eric Greenwood | 100 m hát    | 1:03,11  | 6.       | 45.      | kiesett | kiesett | kiesett | kiesett  |
| Eric Greenwood | 200 m vegyes | 2:15,64  | 5.       | 43.      | kiesett | kiesett | kiesett | kiesett  |

Női
| Versenyző                                                 | Versenyszám            | Előfutam | Előfutam | Előfutam | Döntő   | Döntő   | Döntő   | Helyezés |
| Versenyző                                                 | Versenyszám            | Idő      | Hely.    | Össz.    | Típus   | Idő     | Hely.   | Helyezés |
| --------------------------------------------------------- | ---------------------- | -------- | -------- | -------- | ------- | ------- | ------- | -------- |
| Carolina Mauri                                            | 50 m gyors             | 27,96    | 1.       | 33.      | kiesett | kiesett | kiesett | kiesett  |
| Carolina Mauri                                            | 100 m gyors            | 1:00,14  | 2.       | 41.      | kiesett | kiesett | kiesett | kiesett  |
| Silvia Poll                                               | 100 m gyors            | 56,16    | 3.       | 5.       | A       | 55,90   | 5.      | 5.       |
| Silvia Poll                                               | 200 m gyors            | 1:59,22  | 1.       | 2.       | A       | 1:58,67 | 2.      |          |
| Silvia Poll                                               | 100 m hát              | 1:03,21  | 3.       | 6.       | A       | 1:03,34 | 6.      | 6.       |
| Montserrat Hidalgo                                        | 100 m mell             | 1:18,42  | 1.       | 36.      | kiesett | kiesett | kiesett | kiesett  |
| Montserrat Hidalgo                                        | 200 m mell             | 2:44,72  | 2.       | 37.      | kiesett | kiesett | kiesett | kiesett  |
| Sigrid Niehaus                                            | 200 m mell             | 2:45,35  | 6.       | 38.      | kiesett | kiesett | kiesett | kiesett  |
| Sigrid Niehaus                                            | 100 m mell             | 1:16,65  | 4.       | 35.      | kiesett | kiesett | kiesett | kiesett  |
| Marcela Cuesta                                            | 100 m pillangó         | 1:07,66  | 1.       | 33.      | kiesett | kiesett | kiesett | kiesett  |
| Natasha Aguilar                                           | 200 m gyors            | 2:10,22  | 2.       | 34.      | kiesett | kiesett | kiesett | kiesett  |
| Natasha Aguilar Marcela Cuesta Carolina Mauri Silvia Poll | 4 × 100 m gyorsváltó   | 3:59,67  | 6.       | 12.      | kiesett | kiesett | kiesett | kiesett  |
| Silvia Poll Sigrid Niehaus Marcela Cuesta Carolina Mauri  | 4 × 100 m vegyes váltó | 4:31,75  | 5.       | 15.      | kiesett | kiesett | kiesett | kiesett  |